# Абасоло, Хосе Мариано
Хосе Мариано Систо де Абасоло-и-Родригес-де-Оутон (исп. José Mariano Sixto de Abasolo y Rodríguez de Outón, 29 марта 1783, Долорес-Идальго, Мексика — 14 апреля 1816, Кадис, Испания) — мексиканский революционер, герой войны за независимость.

## Биография
В 1809 году примкнул к одной из первых групп революционеров, в городе Вальядолид. 21 марта 1811 года был пленён и приговорён к десяти годам лишения свободы в замке Санта-Каталина в Кадисе, Испания, где он умер 14 апреля 1816 года.

## Память
В честь Хосе Мариано был назван мексиканский город Абасоло. Его имя высечено золотыми буквами (бронзой с позолотой) на Стене почёта в зале заседаний Палаты депутатов мексиканского Конгресса.